# V354 Cephei
V354 Cephei es una estrella hipergigante roja localizada en la Vía Láctea. Está localizada a aproximadamente 9000 años luz de nuestro Sol y es considerada actualmente la quinta de las estrellas más grandes conocidas, con un diámetro 1520 veces el del Sol. Si estuviese colocada en el centro de nuestro sistema solar, se extendería tanto que su superficie estaría entre las órbitas de Júpiter y Saturno.